# Kajetan Aksak
Kajetan Aksak herbu Aksak I (ur. w 1763, zm. 1824) – polski szlachcic, poseł na Sejm Czteroletni (1790–1792), szambelan Stanisława Augusta Poniatowskiego w 1789 roku, wolnomularz.

## Życiorys
Był synem Jana Aksaka i Józefy Marianny z domu Wessel. Był posłem na Sejm Czteroletni z województwa wołyńskiego, w czasie którego protestował przeciw Konstytucji 3 maja. O przebiegu obrad sejmu informował w Wiedniu Stanisława Szczęsnego Potockiego. Od 1794 roku był polskim agentem w Konstantynopolu. Był podejrzewany o współpracę z ambasadą rosyjską. Był komisarzem Sejmu Czteroletniego z powiatu łuckiego województwa wołyńskiego do szacowania intrat dóbr ziemskich w 1789 roku.
Aksak wymieniony jest w spisie wolnomularstwa z 1787 roku jako członek loży „Polak dobroczynny na wschodzie Dubna” w stopniu mówcy. 
Zmarł w roku 1824.